# Niremont
Der Niremont ist ein Berg im Süden des Kantons Freiburg.

## Geografie
Der Niremont liegt vier Kilometer nordöstlich von Châtel-Saint-Denis. Er bildet die höchste Erhebung der westlichsten Bergkette der Freiburger Voralpen. Südwestlich seines Gipfels liegt der unscheinbare Nebengipfel Petit Niremont (1493 m). Am westlichen Fuss des Niremont beginnt das Hügelgebiet des schweizerischen Mittellandes.
An den Flanken des Niremont befinden sich die Quellen zahlreicher Bergbäche, die zu verschiedenen Flusssystemen gehören: Die Veveyse de Châtel im Süden fliesst über die Veveyse zum Genfersee, die Trême im Nordosten ist ein Nebenfluss der Saane, und der Dâ sowie die Mortivue im Norden entwässern mitsamt ihren vielen kleinen Zuflüssen das Quellgebiet der Broye. Saane und Broye sind Nebenflüsse der Aare im Einzugsgebiet des Rheins, das auf dem Niremont durch die Europäische Hauptwasserscheide vom Flussgebiet der Rhone mit dem Genfersee getrennt ist.
Die steilen, gewässerreichen Berghänge sind vorwiegend bewaldet, während die flachen Kuppen rund um das Gipfelplateau des Niremont und der nördlich davon gelegenen Alpettes in weiten gerodeten Gebieten Alpweiden aufweisen. Die Sömmerungsbetriebe produzieren verschiedene Käsesorten wie etwa den Tomme Le Niremont.
Auf den Anhöhen und an den Bergflanken liegen ausgedehnte Hochmoore, die teils als Naturschutzgebiete bezeichnet sind und teils als Weide genutzt werden. Einige Moorflächen auf dem Niremont werden in einem Klimaschutzprojekt von 2020 bis 2024 wieder renaturiert. Einige Schutzgebiete sind:
- Naturreservat Marais au nord du Petit Niremont
- Naturreservat Niremont, Arête nord
- Naturschutzgebiet Petit Niremont
- Naturschutzgebiet Gros Niremont

Am Weg von Semsales auf den Berg steht die Kapelle Notre-Dame du Niremont.